# Oravský Biely Potok
Oravský Biely Potok (bis 1927 slowakisch „Biely Potok“; ungarisch Bjelipotok – älter auch Fejérpatak u. ä.) ist eine Gemeinde im Norden der Slowakei mit 760 Einwohnern (Stand 31. Dezember 2024), die zum Okres Tvrdošín, einem Teil des Žilinský kraj, gehört und zur traditionellen Landschaft Orava zählt.

## Geographie

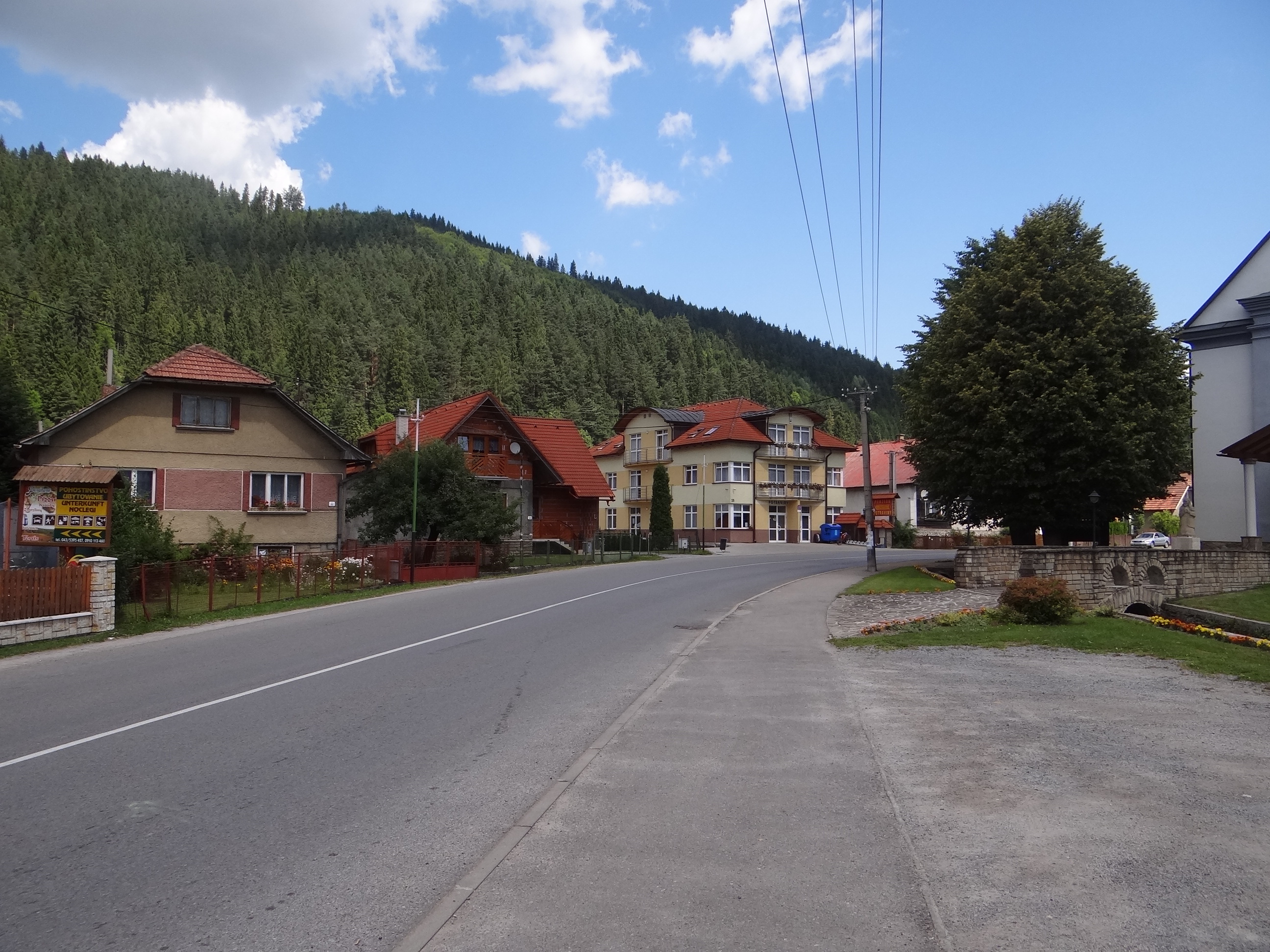
Hauptstraße von Oravský Biely Potok

Die Gemeinde befindet sich am Rande des Berglands Skorušinské vrchy im vom Bach Studený potok durchflossenen Tal Studená dolina. Im Ort nimmt der Studený potok den linksufrigen Priekový potok zu. Der höchste Punkt im Gemeindegebiet ist der südlich gelegene Berg Kopec mit 1251 m n.m. Das Ortszentrum liegt auf einer Höhe von 644 m n.m. und ist 13 Kilometer von Tvrdošín sowie 30 Kilometer von Dolný Kubín entfernt.
Nachbargemeinden sind Tvrdošín im Norden, Habovka im Osten, Zuberec im Südosten, Huty im Süden, Krivá im Südwesten, Podbiel im Westen und Nižná im Nordwesten.

## Geschichte

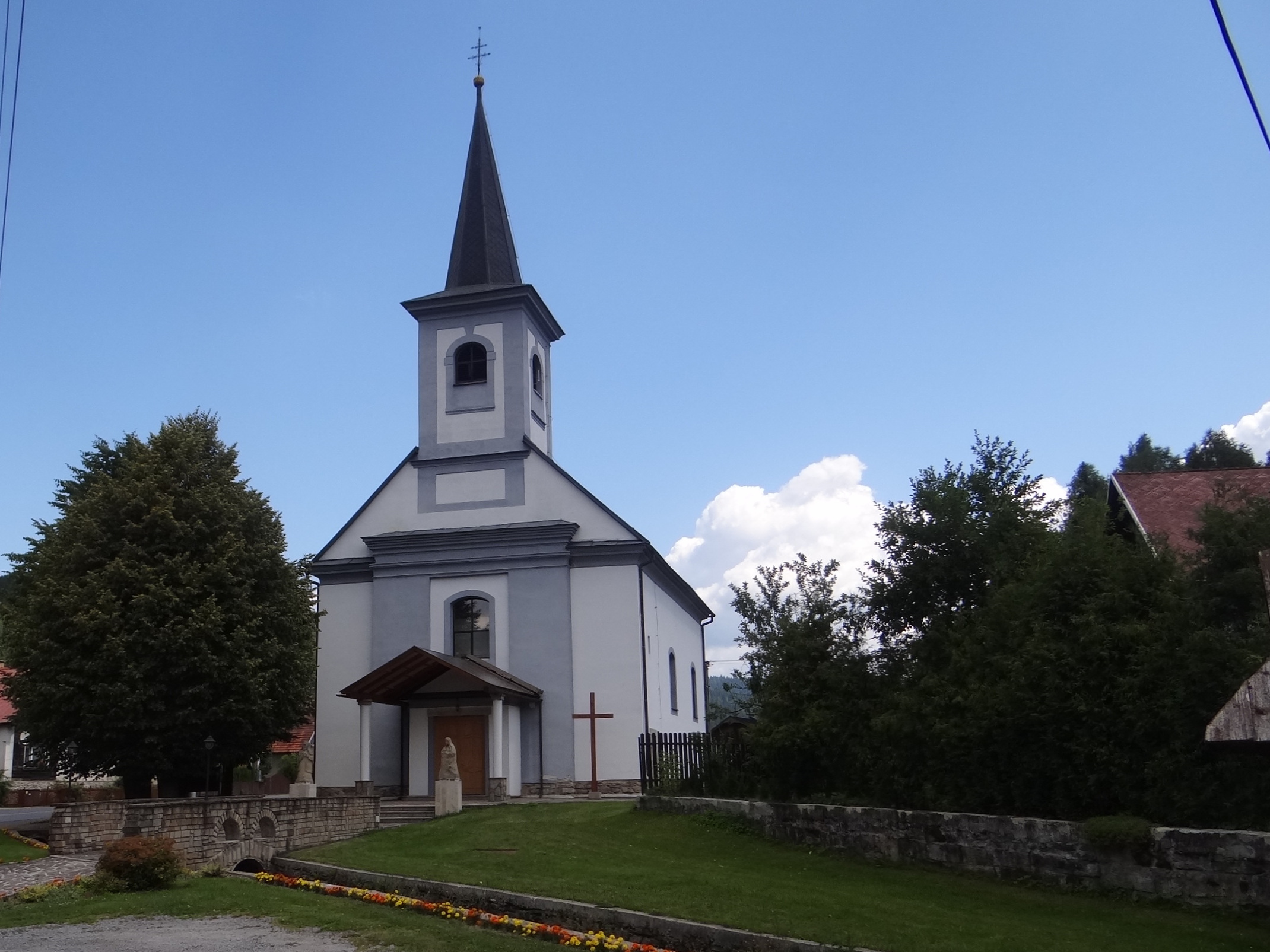
Stephanskirche

Der Ort entstand im 16. Jahrhundert nach walachischem Recht und wurde zum ersten Mal 1567 als Bely Potok schriftlich erwähnt. Er gehörte dem Herrschaftsgut der Arwaburg und wurde von Erbrichtern verwaltet. Im Jahr 1624 hatte die Ortschaft etwa 180 Einwohner, wurde aber während der Kuruzzenaufstände verwüstet. Doch kurz nach dem Ende der Aufstände erholte sich die Einwohnerzahl auf 300 (1715), in etwa 100 Jahren stieg sie auf 717 (1820), bevor sie im Jahr 1869 mit 1003 Einwohnern den jemals höchsten Punkt erreichte. Durch Auswanderungswellen belief sich die Gesamtzahl im Verlauf der Jahre zwischen 570 und 750 Einwohner. Neben Landwirtschaft war die Bevölkerung als Töpfer, Glasmacher sowie im 18. und 19. Jahrhundert insbesondere als Steinmetze bekannt. Von letzteren ist die über mehrere Generationen hinweg tätige Familie Belopotocký hervorzuheben. Im 19. Jahrhundert arbeitete im Ort eine Papiermühle.
Bis 1918 gehörte der im Komitat Arwa liegende Ort zum Königreich Ungarn und kam danach zur Tschechoslowakei beziehungsweise heute Slowakei.
Der heutige Name bedeutet wörtlich auf Deutsch „Arwa-Weißbach“.

## Bevölkerung
| Jahr                | 1994 | 2004    | 2014     | 2024    |
| ------------------- | ---- | ------- | -------- | ------- |
| Anzahl der Personen | 563  | 618     | 715      | 760     |
| Unterschied         |      | +9,76 % | +15,69 % | +6,29 % |

| Jahr                | 2023 | 2024    |
| ------------------- | ---- | ------- |
| Anzahl der Personen | 748  | 760     |
| Unterschied         |      | +1,60 % |

Nach der Volkszählung 2011 wohnten in Oravský Biely Potok 691 Einwohner, davon 672 Slowaken, vier Polen, zwei Russen, ein Tscheche sowie ein Einwohner anderer Ethnie. Elf Einwohner machten diesbezüglich keine Angabe. 669 Einwohner bekannten sich zur römisch-katholischen Kirche und jeweils ein Einwohner zu den Zeugen Jehovas, zur evangelischen Kirche A. B. sowie zur griechisch-katholischen Kirche. Fünf Einwohner waren konfessionslos und bei 14 Einwohnern wurde die Konfession nicht ermittelt.

## Bauwerke
- römisch-katholische Stephanskirche im klassizistischen Stil aus dem Jahr 1800

## Verkehr
Durch Oravský Biely Potok verläuft die Straße 2. Ordnung 584 (Podbiel–Liptovský Mikuláš–Demänovská Dolina), mit Anschluss an die Straße 1. Ordnung 59 (E 77) im fünfeinhalb Kilometer entfernten Podbiel. Dort befindet sich ebenfalls der nächste Bahnanschluss (Haltestelle Podbiel) an der Bahnstrecke Kraľovany–Suchá Hora.